# Abans del bany
Abans del bany és una pintura a l'oli realitzada per Ramon Casas el 1894 a Barcelona i que actualment s'exposa al Museu de Montserrat de Montserrat.
La delicadesa amb què Casas representa determinades obres de caràcter intimista, habituals en la seva obra a partir de 1893, es posa de manifest molt especialment en les escenes de toilette. No es tractava d'un tema innovador, ja que alguns pintors francesos, com ara Degas, havien representat aquest assumpte de manera insuperable. La visió de Casas era menys atrevida i menys sensual que la d'altres pintors coetanis, potser perquè el nostre artista coneixia les limitacions que, per raons d'ordre moral, imposava el mercat artístic català. Així doncs, Casas opta per donar una visió més idealitzada de la realitat, intentant potenciar la bellesa de les escenes més anodines de la vida quotidiana. En aquest sentit, no hi ha dubte que obres com la que ens ocupa mostren la seva capacitat per envoltar la realitat d'un halo misteriós, a partir d'una atmosfera que embolica i integra tots els elements diferents de l'escena. Tanmateix, l'atractiva figura de la dona desvestint-se adquireix una dimensió especial no solament pel blanc intens de la seva roba sinó també per l'aurèola de llum que entra tamisada a través de la persiana i que embolica el seu rostre i el seu clatell.